# 廉善
廉善（1776年—1823年），格濟勒氏，字淑之，号继堂，满洲正黄旗人。嘉慶戊午科舉人，己未科進士。官至内阁学士盛京工部侍郎，礼部右侍郎，刑部左侍郎等职。誥授資政大夫，誥封光祿大夫。
祖父怀荫布，乾隆乾隆丙辰科進士。子成琦，道光庚戌科進士。